# Mika Waltari
Mika Toimi Waltari (n. 19 septembrie 1908 – d. 26 august 1979) a fost un romancier finlandez, autor de piese de teatru, scenarii de film, povestiri, povești, versuri.

## Lucrări scrise

### Romane și nuvele
- Jumalaa paossa (1925)
- Suuri illusioni (1928)
- Appelsiininsiemen (1931)
- Keisarin tekohampaat (1931, cu Armas J. Pulla, AKA Leo Rainio)
- Punainen Madonna (1932, AKA Leo Rainio)
- Älkää ampuko pianistia! (1932, AKA Leo Rainio)
- Trilogia Helsinki:
  1. Mies ja haave (1933)
  2. Sielu ja liekki (1934)
  3. Palava nuoruus (1935)
  4. From Father to Son (Isästä poikaan) (1942). Retipărire prescurtată a trilogiei
- Surun ja ilon kaupunki (1936)
- Seria Femeia și străinul:
  1. Vieras mies tuli taloon (1937)
  2. Jälkinäytös (1938)
- Ihmeellinen Joosef eli elämä on seikkailua (1938, AKA M. Ritvala)
- Seria Inspectorul Palmu:
  1. Kuka murhasi rouva Skrofin? (1939)
  2. Inspector Palmu's Mistake (Komisario Palmun erehdys) (1940)
  3. Tähdet kertovat, komisario Palmu! (1962)
- Antero ei enää palaa (1940) nuvelă
- Fine van Brooklyn (1941) nuvelă
- Catherine (Kaarina Maununtytär) (1942)
- Ei koskaan huomispäivää!, AKA Kevät uuden maailmansodan varjossa (1942). nuvelă
- Rakkaus vainoaikaan (1943)
- Tanssi yli hautojen (1944)
- Jokin ihmisessä (1944) nuvelă
- Sellaista ei tapahdu, AKA Unohduksen pyörre (1944). nuvelă
- Egipteanul (Sinuhe egyptiläinen) (1945) Traducere prescurtată
- Kultakutri (1948) nuvelă
- Seria Mikael:
  1. Mikael Karvajalka (1948)
  2. Mikael Hakim (1949)
- A Nail Merchant at Nightfall (Neljä päivänlaskua) (1949)
- Seria Amanții din Bizanț
  1. Amanții din Bizanț (Johannes Angelos) (1952)
  2. Tânărul Ioannis (Nuori Johannes) (1981) Prequel; publicat postum.
- Etruscul (Turms, kuolematon) (1955)
- Feliks onnellinen (1958)
- Seria Secretul împărăției:
  1. Secretul împărăției (Valtakunnan salaisuus) (1959)
  2. Romanul (Ihmiskunnan viholliset) (1964)

## Cărți traduse în limba română
- Femeia și străinul / București, 1943 / Traducători: George Sbârcea și Al.I.Popp / Titlul original: Vieras mies tuli taloon.
- Femeia și străinul / București, 1969, Editura pentru literatură universală, Colecția Meridiane / Traducere și prefață de George Sbârcea / Ilustrația copertei: Henri Mavrodin / Versiune în limba română a romanelor Vieras mies tuli talon și Jälkinäytös /375 pag.
- Egipteanul, Cincisprezece cărți care conțin memoriile medicului Sinuhe (1390-1335 î.Chr.) / București, 1999 , Editura Univers / Traducător: Teodor Palic / Prefață de Tytti Isohookana-Asunmaa / Ilustrația copertei: Martti Aiha / Redactor: Viorica-Rozalia Matei / Titlul original: Sinuhe egyptiläinen, Viisitoista kirjaa lääkäri Sinuhen elämästä n. 1390-1335 e.Kr. / 680 pag. / ISBN 973-34-0651-1.
- Motanul chinez / Helsinki, 2000, Editura Albion / Traducător: Teodor Palic / Ilustrații: Elena Lot Vlad / Redactor: Erkki Salo / Lector: Maria Manolescu / Titlul original: Kiinalainen kissa / 48 pag. / ISBN 951-98103-6-6
- Etruscul, Zece cărți despre nemaipomenita viață a nemuritorului Turms, 520-45o î.Chr. / Iași, 2002 , Editura Polirom / Traducător: Teodor Palic / Redactor: Mircea Aurel Buiciuc / Titlul original: Turms, kuolematon. Hänen mainen elämänsä noin 520-450 eKr. kymmenenä kirjana / 453 pag. / ISBN 973-683-868-4
- Egipteanul, Cincisprezece cărți care conțin memoriile medicului Sinuhe (1390-1335 î.Chr.) / Iași, 2003, Editura Polirom / Traducător: Teodor Palic / Titlul original: Sinuhe egyptiläinen, Viisitoista kirjaa lääkäri Sinuhen elämästä n. 1390-1335 e.Kr. / 581 pag. / ISBN 973-683-196-4
- Amanții din Bizanț, Însemnările lui Ioannis Anghelos, în anul căderii orașului Constantinopol, 1453 / Editura Polirom, Iași, 2003 / Traducător: Teodor Palic / Redactor: Gabriela DanțiȘ / Titlul original: Johannes Angelos, Hänen päiväkirjansa Konstantinopolin valloituksesta v.1453 / 401 pag. / ISBN 973-681-341-X
- Mikael Karvajalka
- Secretul împărăției